# Fumiko Okuno
Fumiko Okuno (Kyoto, Japó, 14 d'abril de 1972) és una nedadora japonesa de natació sincronitzada retirada que va arribar a ser medallera bronze olímpica a Barcelona 1992 en el concurs per duos i individual.

## Carrera esportiva
Als Jocs Olímpics de 1992 celebrats a Barcelona (Catalunya) va guanyar la medalla de bronze en el concurs per duos, després dels Estats Units (or) i el Canadà (plata), al costat de la seva companya d'equip que va ser Aki Takayama. També va guanyar la medalla de bronze en la competició individual.